# Земельна реформа
Земельна реформа — комплекс правових, економічних, технічних і організаційних заходів, спрямованих на забезпечення удосконалення земельних відносин, перехід до нового земельного ладу, що відповідає характеру регульованої соціально-орієнтованої ринкової економіки країни.
Суть земельної реформи полягає у створення умов для рівноправного розвитку різних форм господарювання на землі за рахунок перерозподілу земель з одночасною передачею їх у приватну та колективну власність, Вона забезпечує формування багатоукладної економіки, раціональне використання та охорону земель.
При проведенні земельної реформи суттєво змінюються форми власності на землю, структура землеволодіння і землекористування в аграрній сфері. Для проведення земельної реформи необхідне здійснення широкомасштабних ринкових перетворень.